# Pósz Jenő
Pósz Jenő (Szeged, 1884. április 22. – Budapest, 1922. március 12.) famunkás, pártmunkás, a MÁV vasutasszövetség titkára.

## Élete
Pósz József és Szabó Rozália gyermeke, felesége Horváth Erzsébet volt. 1 polgárit végzett. 1900 táján Szegeden került kapcsolatba a szociáldemokrata mozgalommal, 1913-tól már az illegálisan működő szociáldemokrata vasutasmozgalom egyik irányítója. Landler Jenővel közösen indított lapot Magyar Vasutas címmel, amelynek felelős szerkesztője volt, ám 1918-ban a Magyar Királyi Belügyminisztérium 4.827. számú rendeletével egy másik lappal együtt "a köznyugalmat és közrendet, különösen pedig a hadviselés érdekeit veszélyeztető tartalmuk miatt" betiltotta. 1918. november 24-én az immáron legálisan működő vasutas-szakszervezet főtitkára lett, a Magyarországi Tanácsköztársaság idején a Tanácsok Országos Gyűlése 2. ülésén a parlament egyik elnökévé választotta meg, s tagja volt az 500-as Tanácsnak, illetve a Szövetséges Központi Intéző Bizottságnak is. A kommün bukása után az MSZDP, illetve az ismét illegálisan működős vasutas-szakszervezet újjászervezésén dolgozott, ám 1919. augusztus 21-én délután 1 órakor Budapesten letartóztatták, felbujtás jogcímen. Szeptember 26-án a Gyűjtőfogházba vitték, majd szabadon engedték, ám 1920. január 25-én délelőtt 11 órakor ismét lefogták. Több pere volt is, amelyekben hűtlen kezeléssel, hatóság elleni erőszakkal vádolták. 1922. március 12-én halt meg Budapesten. Halálesetét Weisshaus Aladár jelentette be.

## Emlékezete
Szülővárosában utca viseli nevét.